# محمية أشجار القرم والحفية
تقع محمية أشجار القرم والحفية في مدينة كلباء، الشارقة- الإمارات العربية المتحدة. أعلنت هيئة البيئة والمحميات الطبيعية في الشارقة بشكل رسمي عن محمية أشجار القرم والحفية- كلباء في 30 يوليو/ تموز 2012 بموجب مرسوم أميري.
تعتبر المحمية من أهم المواقع الإيكولوجية في الدولة، يجعلها التنوع الايكولوجي والبيولوجي معقدة بيئياً، وبالتالي ذات أهمية عالية. تبلغ المساحة الإجمالية للمحمية 4,997 كيلومتر مربع.
كما للمحمية أهمية تاريخية وتراثية، حيث يوجد بالقرب من موقع المحمية العديد من المواقع التي تعود إلى عصور ما قبل التاريخ، من بينها الحصون والمدافن ومجموعة من الأعمال الفنية والرسوم والنقوش المحفورة على الجدران الصخرية للجبال.
تعد المحمية ملاذاً لعشاق الطبيعة، وهي موطن لأقدم غابات القرم الطبيعية في المنطقة، وملاذاً للعديد من الطيور النادرة والأنواع البحرية الفريدة التي توجد في هذا الموقع.

## النظام البيئى
يتكون النظام البيئي للمحمية من قسمين،
الأول عبارة عن بيئة غابات أشجار القرم التي تمتاز بارتفاعها الشاهق وصلابتها، حيث تنمو هذه الأشجار في التربة ذات معدلات أكسجين منخفضة، وتعرف أيضاً بتحملها لملوحة مياه البحر حيث أنها تتلائم مع الحرارة المرتفعة وتساعد أشجار القرم كذلك على استقرار الساحل عن طريق الحد من أضرار عوامل التعرية التي تسببها العواصف والأمواج، والتيارات، والمد والجزر. كما تقوم بامتصاص وتخزين «الكربون الأزرق» بشكل مستمر وبمعدلات أسرع من الغابات الاستوائية، وتعمل على تخزين الغازات المسببة للاحتباس الحراري، ما يسهم في التخفيف من آثار تغير المناخ والاحتباس الحراري.
و الثاني هو البحيرة المتصلة التي أنشئت صناعياً، وتتميز بكثافة تكاثر الطحالب المهمة والضرورية في إتمام عملية التمثيل الضوئي، لتوفير الغذاء الوفير للأحياء البحرية.
تتميز المحمية أيضا بكونها موطناً رئيسياً لأنواع كثيرة من الكائنات الحية المهددة بالانقراض، مثل السلاحف الخضراء وسلاحف منقار الصقر، إذ تعتبر بيئة ملائمة لعيشها، بحيث إنها تتغذى على الإسفنج والنباتات البحرية والطحالب والسرطانات البحرية.

## أهمية عالمية
تم إدراج محمية أشجار القرم والحفية في الشارقة ضمن قوائم المحميات الطبيعية العالمية بموجب اتفاقية الأراضي الرطبة ذات الأهمية الدولية (رامسار) عام 2013 وذلك بسبب دعمها لفصائل مهددة من الكائنات الحية، كما أنها تمتلك أهمية عالمية كبيئة مهمة لتكاثر العديد من أنواع الطيور النادرة نظراً للتنوع الحيوي فيها واحتضانها لأعداد كبيرة من أشجار نبات القرم والمستنقعات والسبخات المالحة والمسطحات الطينية التي تمثل بيئة مثالية لتكاثر وحماية أنواع عديدة وفريدة من النباتات والحيوانات المهددة بالانقراض في دولة الإمارات العربية المتحدة.